# Rézvörös őzlábgomba
A rézvörös őzlábgomba (Leucoagaricus americanus) a csiperkefélék családjába tartozó, Észak-Amerikában és Európában elterjedt, fatörmeléken, avaron élő, nem ehető gombafaj. 

## Megjelenése
A rézvörös őzlábgomba kalapja 3-12 cm széles; alakja fiatalon gömbölyű, majd domborúvá, idősen széles domborúvá vagy közel lapossá kiterül; közepén gyakran megmarad egy lapos púp. Felszíne egészen fiatalon sima, de hamarosan koncentrikusan elhelyezkedő, tompa vörösesbarna vagy fahéjbarna pikkelyekre szakadozik. Közepe egyenletesen vörösbarna marad. Alapszíne fehéres. 
Húsa vastag, fehér; sérülésre lassan sárgásra majd narancssárgásra színeződik. Íze és szaga nem jellegzetes. 
Sűrű lemezei szabadon állnak, a féllemezek gyakoriak. Színük fiatalon krémszín, később rózsaszínessé, idősen vörösbarnává sötétednek. 
Tönkje 4,5-12 cm magas és 1-4 cm vastag. Tövénél jellegzetesen kiszélesedik. Felszíne csupasz vagy finoman selymes. Színe eleinte fehér, de idősebben vörösesre vagy vörösbarnásra sötétedik. Nyomásra, sérülésre előbb sárgásra majd lassan vörösesre színeződik. Gallérja hártyás, eleinte fehér, majd vöröses, idősen lekophat. 
Spórapora fehér. Spórája ellipszoid, sima, mérete 9-11 x 6-7 µm.

### Hasonló fajok
A nagy őzlábgombával lehet összetéveszteni.  

## Elterjedése és termőhelye
Észak-Amerikában őshonos, Európában is elterjedt. Magyarországon ritka.
Erősen korhadó fán, avaron, faforgácson, fűrészporon él. Nyár végén és ősszel terem. 
A források eltérnek abban, hogy ehető-e, egyesek nyersen kissé mérgezőnek tartják. Fogyasztása nem javasolt.   

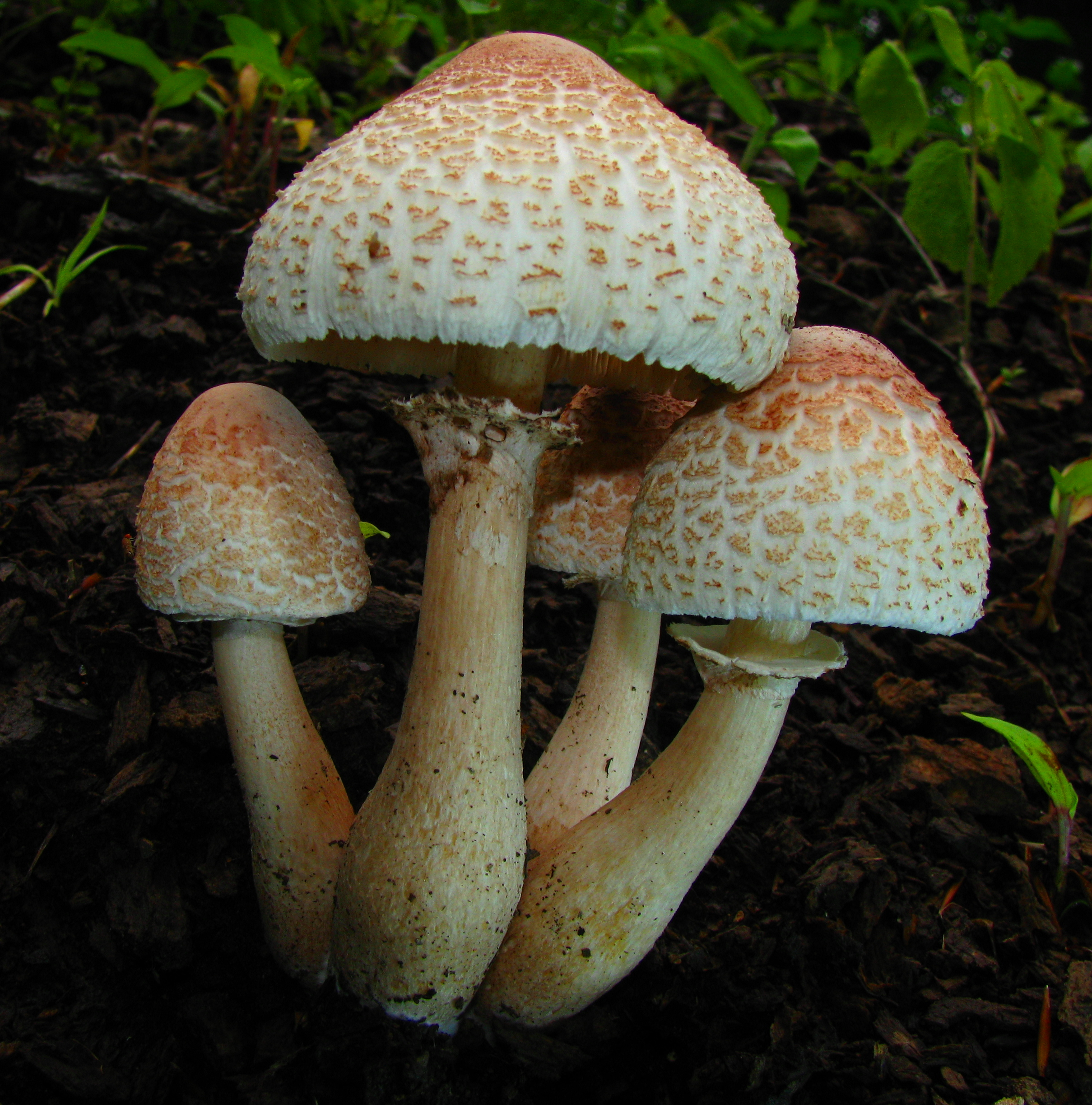
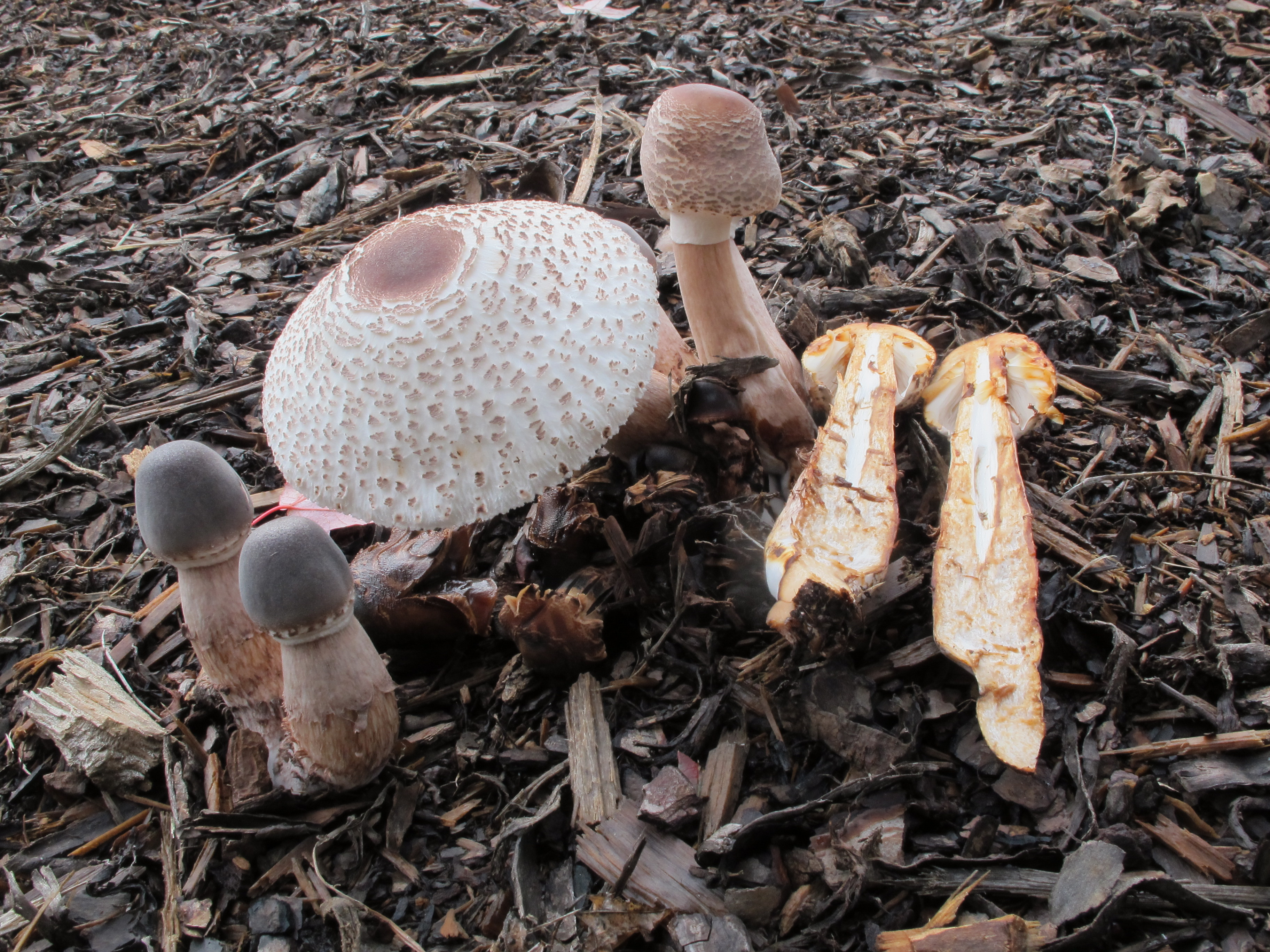
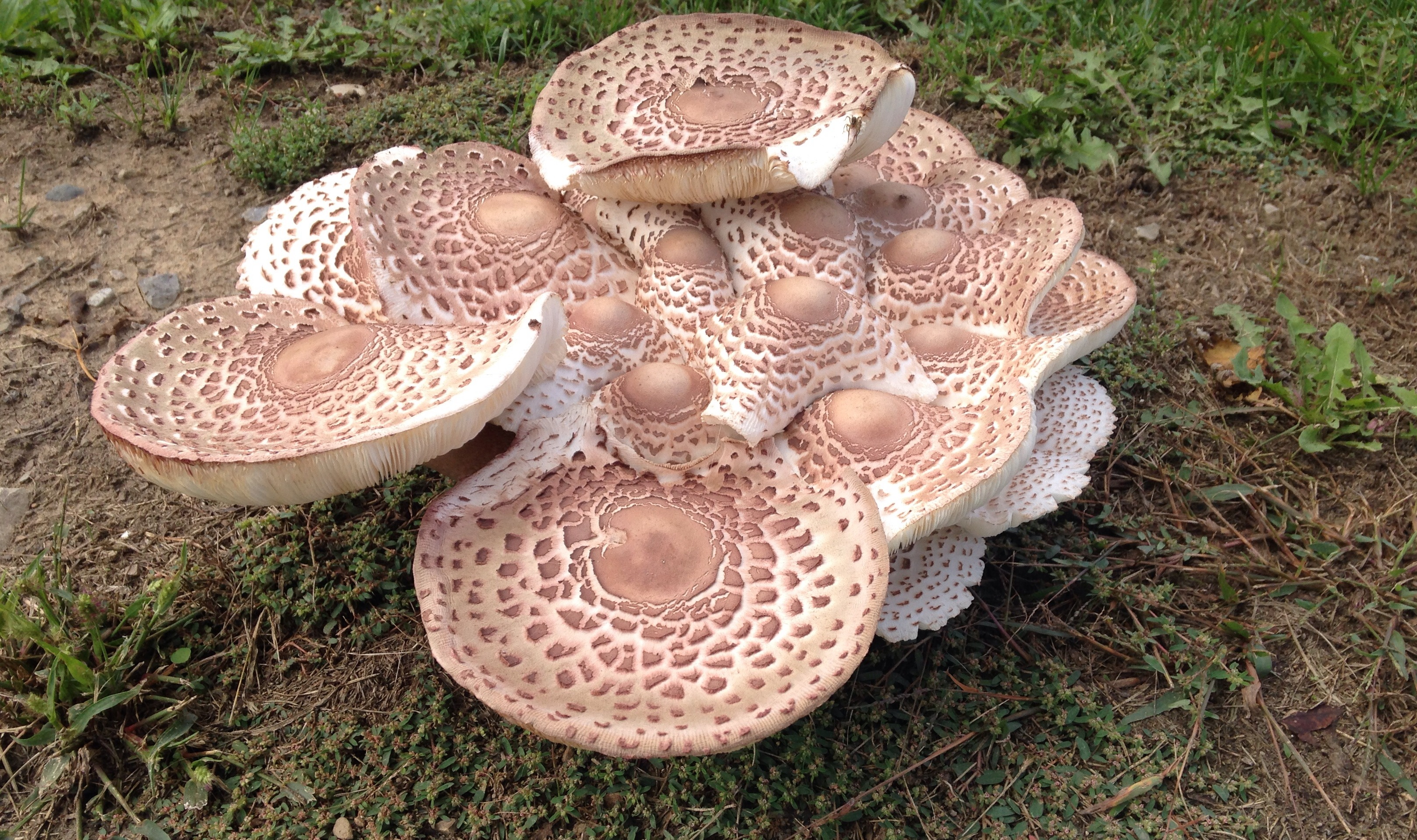
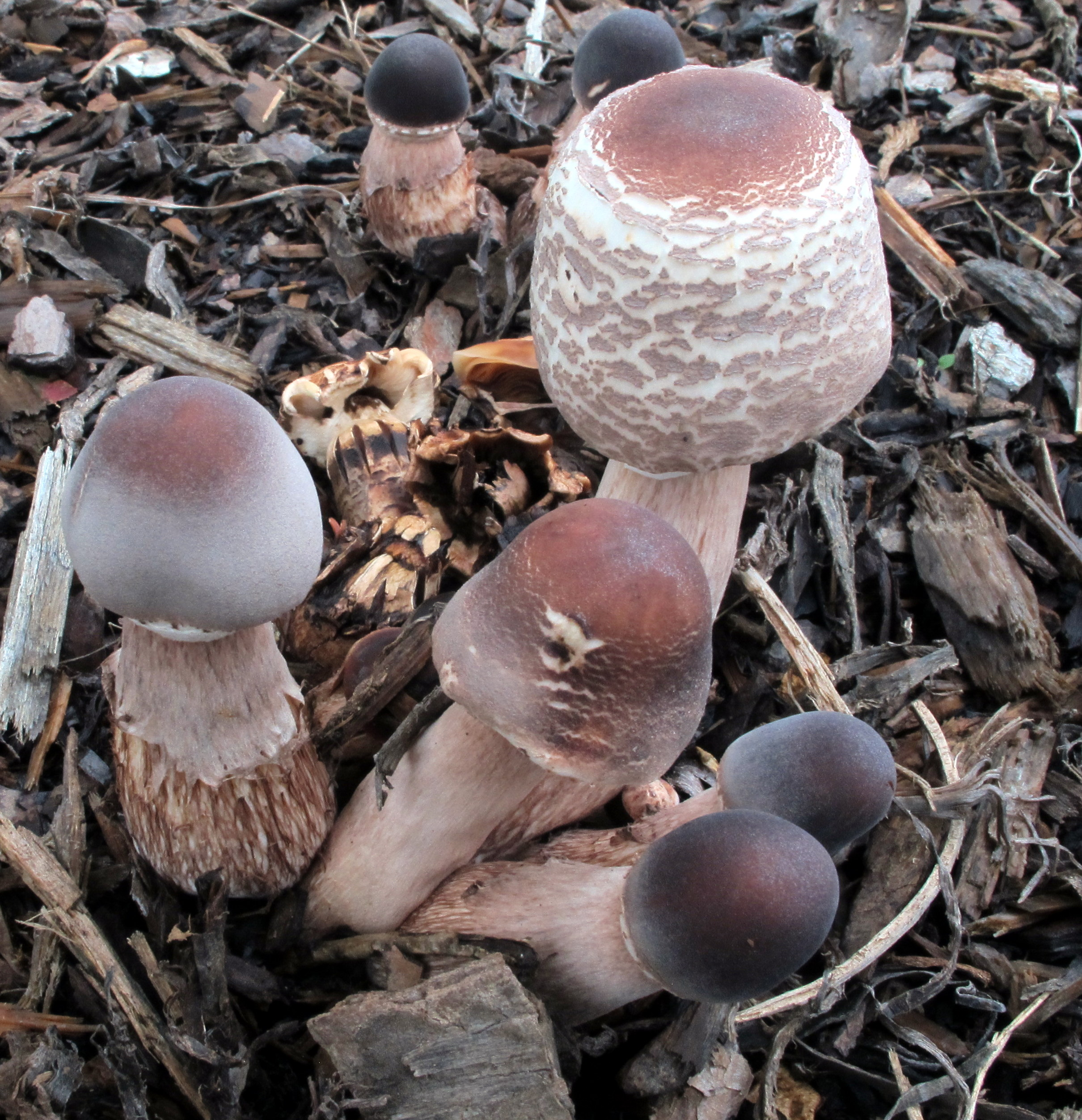
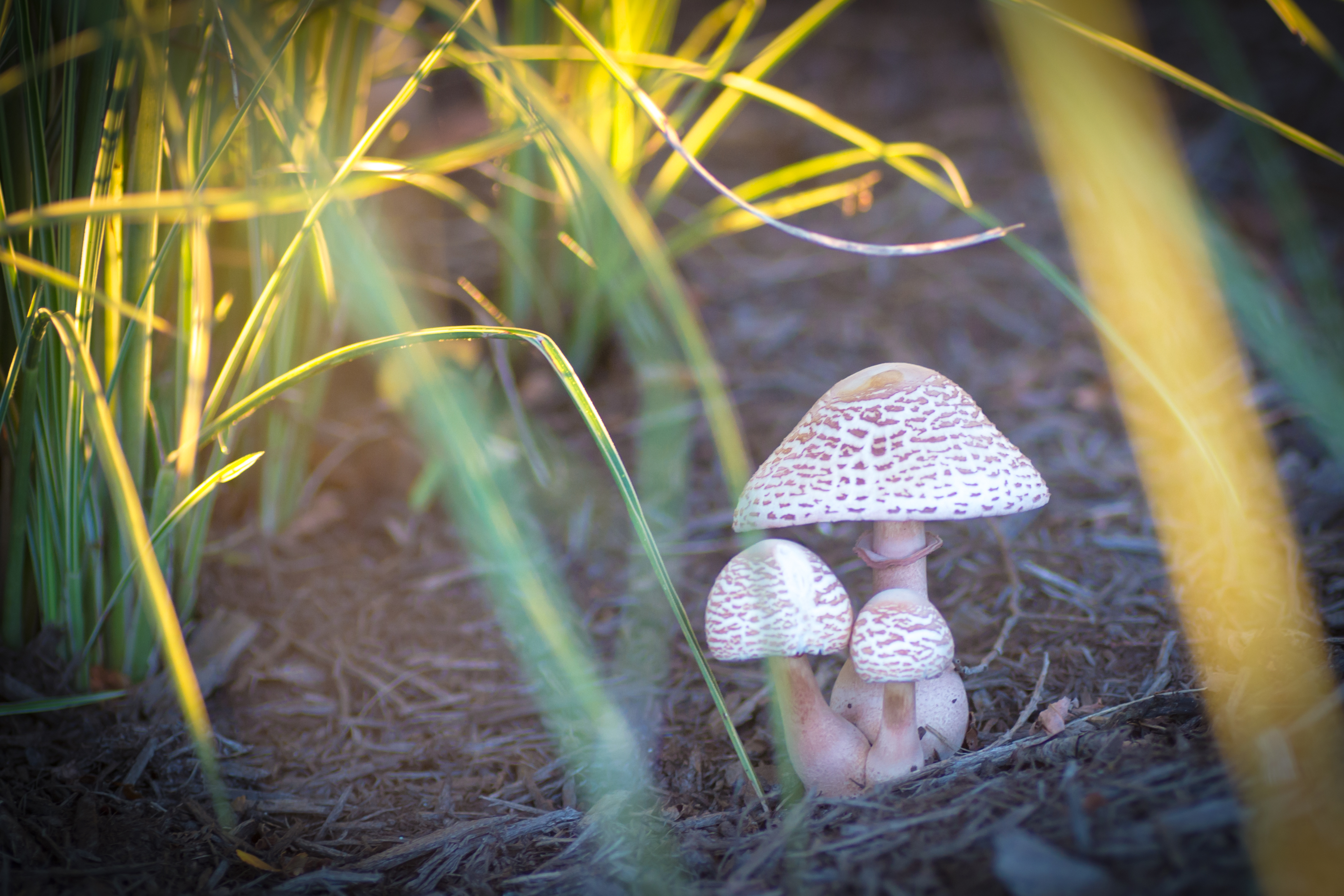